# Liste der Baudenkmäler im Bonner Ortsteil Muffendorf
Die folgende Liste enthält in der Denkmalliste ausgewiesene Baudenkmäler auf dem Gebiet des Bonner Ortsteils Muffendorf im Stadtbezirk Bad Godesberg.
Hinweis: Die Reihenfolge der Denkmäler in dieser Liste orientiert sich an den Straßennamen und ist alternativ nach Hausnummern, Denkmallistennummer oder Bezeichnung sortierbar.
Basis ist die offizielle Denkmalliste der Stadt Bonn (Stand: 15. Januar 2021), die von der Unteren Denkmalbehörde geführt wird. Grundlage für die Aufnahme in die Denkmalliste ist das Denkmalschutzgesetz Nordrhein-Westfalens.
| Bild                                        | Bezeichnung | Lage                                                   | Beschreibung                                         | Bauzeit                          | Eingetragen seit | Denkmal- nummer |
| ------------------------------------------- | --- | ------------------------------------------------------ | ---------------------------------------------------- | -------------------------------- | ---------------- | --------------- |
| weitere Bilder                              | | Am Gäßchen 2 Karte                                     |                                                      |                                  |                  | A 206           |
|                                             | | Am Gäßchen 42 Karte                                    |                                                      |                                  |                  | A 2257          |
| Bildstock V, Kreuzwegstationen Muffendorf   | Bildstock V, Kreuzwegstationen Muffendorf | Benngasse                                              |                                                      |                                  |                  | A 1074          |
|                                             | | Bürvigstraße 8 Karte                                   |                                                      |                                  |                  | A 30            |
| weitere Bilder                              | | Bürvigstraße 10 Karte                                  |                                                      |                                  |                  | A 137           |
| Bildstock III, Kreuzwegstationen Muffendorf | Bildstock III, Kreuzwegstationen Muffendorf | Deutschherrenstraße / An der Kommende                  |                                                      |                                  |                  | A 1074          |
| Bildstock IV, Kreuzwegstationen Muffendorf  | Bildstock IV, Kreuzwegstationen Muffendorf | Deutschherrenstraße/Benngasse                          |                                                      |                                  |                  | A 1074          |
| BW                                          | Wohngebäude | Deutschherrenstraße 86 Karte                           | „Landhaus“; Architekten: Wilhelm und Dirk Denninger  | 1954/1955                        | 5. Januar 2016   | A 4138          |
|                                             | | Gringsstraße 5 Karte                                   |                                                      |                                  |                  | A 785           |
| BW                                          | Pfarrhaus | Klosterbergstraße 4 Karte                              |                                                      |                                  |                  | A 4128          |
| weitere Bilder                              | Katholische Pfarrkirche St. Martin | Klosterbergstraße 12 Karte                             |                                                      | 1894–1895                        |                  | A 4132          |
|                                             | | Klosterbergstraße 43 Karte                             |                                                      |                                  |                  | A 1332          |
|                                             | | Klosterbergstraße 72 Karte                             |                                                      | 1911                             | 29. Januar 1999  | A 3441          |
| BW                                          | | Lehnpütz 9 Karte                                       |                                                      |                                  |                  | A 1846          |
|                                             | | Martinstraße 1 / Muffendorfer Hauptstraße Karte        |                                                      |                                  |                  | A 780           |
| BW                                          | | Martinstraße 3 Karte                                   | Fachwerkgebäude; ehemalige Dorfschule                | um 1800, nach 1820 (Aufstockung) |                  | A 805           |
|                                             | | Martinstraße 5 Karte                                   |                                                      |                                  |                  | A 1258          |
| weitere Bilder                              | Katholische Pfarrkirche (Alt)St. Martin einschließlich Teil des Friedhofes Muffendorf (ehemaliger Kirchhof), umgebender Mauer sowie Rundbogentor mit Treppenaufgang | Martinstraße 7 Karte                                   |                                                      |                                  |                  | A 1084          |
| BW                                          | | Martinstraße 9 Karte                                   |                                                      |                                  |                  | A 4158          |
| BW                                          | | Martinstraße 12 Karte                                  |                                                      |                                  |                  | A 786           |
| BW                                          | | Martinstraße 18a Karte                                 |                                                      |                                  |                  | A 1722          |
| BW                                          | | Martinstraße 19 Karte                                  |                                                      |                                  |                  | A 178           |
|                                             | | Muffendorfer Hauptstraße 8 Karte                       | Fachwerkhof                                          |                                  |                  | A 3843          |
|                                             | | Muffendorfer Hauptstraße 9 Karte                       |                                                      |                                  |                  | A 1328          |
|                                             | | Muffendorfer Hauptstraße 17 Karte                      |                                                      |                                  |                  | A 948           |
| weitere Bilder                              | Saalgebäude | Muffendorfer Hauptstraße 22 Karte                      | „Kleine Beethovenhalle“; Architekt: Wilhelm Weinreis | 1896                             | 1987             | A 600           |
|                                             | | Muffendorfer Hauptstraße 26 Karte                      |                                                      |                                  |                  | A 1562          |
|                                             | | Muffendorfer Hauptstraße 27–29 Karte                   |                                                      |                                  |                  | A 448           |
| weitere Bilder                              | | Muffendorfer Hauptstraße 28 Karte                      |                                                      |                                  |                  | A 2097          |
|                                             | | Muffendorfer Hauptstraße 30 Karte                      |                                                      |                                  |                  | A 547           |
|                                             | | Muffendorfer Hauptstraße 31 Karte                      |                                                      |                                  |                  | A 974           |
| weitere Bilder                              | | Muffendorfer Hauptstraße 33 / Gringsstraße Karte       |                                                      | 1728                             |                  | A 653           |
| weitere Bilder                              | Wohnhaus, einschließlich Steinwegekreuz von 1698 | Muffendorfer Hauptstraße 39 Karte                      |                                                      |                                  |                  | A 931           |
|                                             | | Muffendorfer Hauptstraße 40 / Am Helpert Karte         |                                                      |                                  |                  | A 540           |
|                                             | | Muffendorfer Hauptstraße 44 Karte                      |                                                      |                                  |                  | A 1238          |
|                                             | | Muffendorfer Hauptstraße 46 Karte                      |                                                      |                                  |                  | A 2573          |
|                                             | | Muffendorfer Hauptstraße 47 Karte                      |                                                      |                                  |                  | A 2             |
|                                             | | Muffendorfer Hauptstraße 53 Karte                      |                                                      |                                  |                  | A 1057          |
| weitere Bilder                              | Kommende Muffendorf | Muffendorfer Hauptstraße 57–89 / An der Kommende Karte |                                                      | Mitte 18. Jahrhundert            |                  | A 3858          |
| BW                                          | | Muffendorfer Hauptstraße 70 Karte                      |                                                      |                                  |                  | A 825           |
| BW                                          | Bildstock IV der Kreuzwegstationen Muffendorf | Muffendorfer Hauptstraße 70 Karte                      |                                                      |                                  |                  | A 1074          |
| Bildstock I, Kreuzwegstationen Muffendorf   | Bildstock I, Kreuzwegstationen Muffendorf | Talstraße/Waasemstraße                                 |                                                      |                                  |                  | A 1074          |
|                                             | | Zum Kempenberg 8 / Martinstraße Karte                  |                                                      |                                  |                  | A 146           |